# Túnel de base de Monte Ceneri
El túnel de base de Monte Ceneri es un túnel ferroviario bajo el Monte Ceneri en el Cantón del Tesino (Suiza). Tiene una longitud de aproximadamente 15,4 km y forma parte del proyecto AlpTransit. Es la continuación hacia el sur de línea ferroviaria que pasa por túnel de base San Gotardo. Los trabajos de construcción comenzaron el 2 de junio de 2006 y finalizaron oficialmente el 1 de septiembre de 2020 con la entrega de los trabajos a los Ferrocarriles Federales Suizos. El 4 de septiembre de 2020 siguiente tuvo lugar la inauguración oficial con presencia de la presidenta de la Confederación Simonetta Sommaruga.
La infraestructura consta de dos túneles paralelos con una sola vía cada uno, con galerías menores entre ellos que los comunican.

## Historia

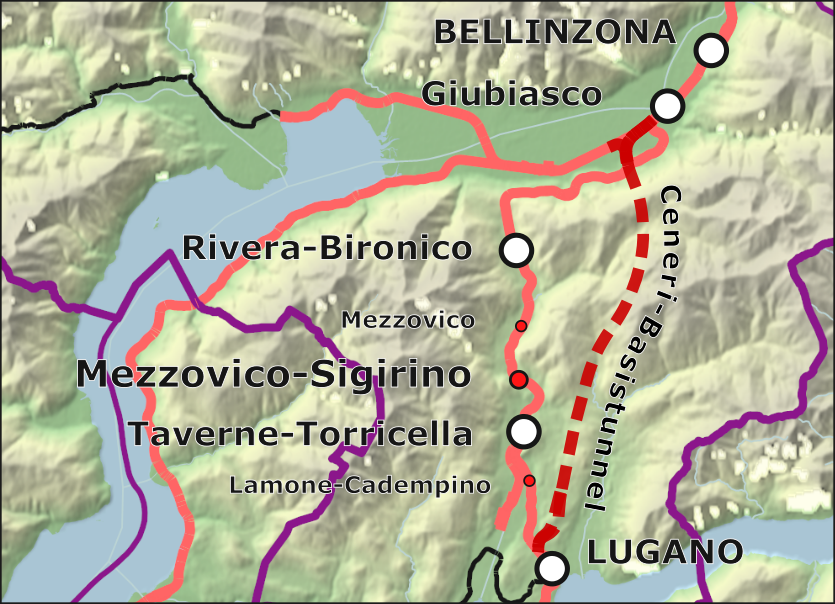
Túnel de base de Monte Ceneri.

En 1999 el Consejo Federal aprobó el proyecto preliminar del Túnel de Base de Monte Ceneri entre Camorino y Vezia con una longitud aproximada de 15,4 km. Ese mismo año la Oficina Federal de Transportes suiza encargó a AlpTransit San Gotardo SA el proyecto del túnel.
En junio de 2001 el Consejo Federal decidió que, por razones de seguridad, el proyecto debía estar equipado con un sistema de túneles con dos zonas de cambio entre tubos principales y conectados entre sí por túneles transversales.
Los planos se publicaron en abril de 2003, y posteriormente el Consejo de los Estados (en septiembre de 2003) y el Consejo Nacional (en junio de 2004) aprobaron la financiación del proyecto que finalmente comenzó a construirse en 2006.
La puesta en servicio del túnel permite un considerable ahorro de tiempo en distintas conexiones; por ejemplo, entre Lugano y Locarno hay una reducción en el tiempo de viaje de 50 a 22 minutos, entre Bellinzona y Lugano se espera una reducción de 21 a 12 minutos. También se prevé una mejora en las interconexiones con la vecina Lombardía y el establecimiento de nuevas líneas ferroviarias por parte de TiLo.
Con la finalización de esta obra pública, junto con la de San Gotardo, se obtuvo una línea ferroviaria casi completamente plana capaz de acoger trenes de mercancías con un peso total de 2000 toneladas en su recorrido sin necesidad de locomotoras adicionales así como trenes de alta velocidad.
Con el nuevo túnel se evita el tramo de subida empinada entre Giubiasco y Rivera-Bironico.

## Construcción
La construcción con dos túneles paralelos se decidió por razones de seguridad y practicidad; la presencia de dos tubos de vía única con túneles de conexión transversales bien espaciados (incluso si no hay áreas de intercambio) frente al único túnel de vía doble inicialmente previsto también permitió reducir el tiempo técnico de la excavación.